# 원 (입법부)

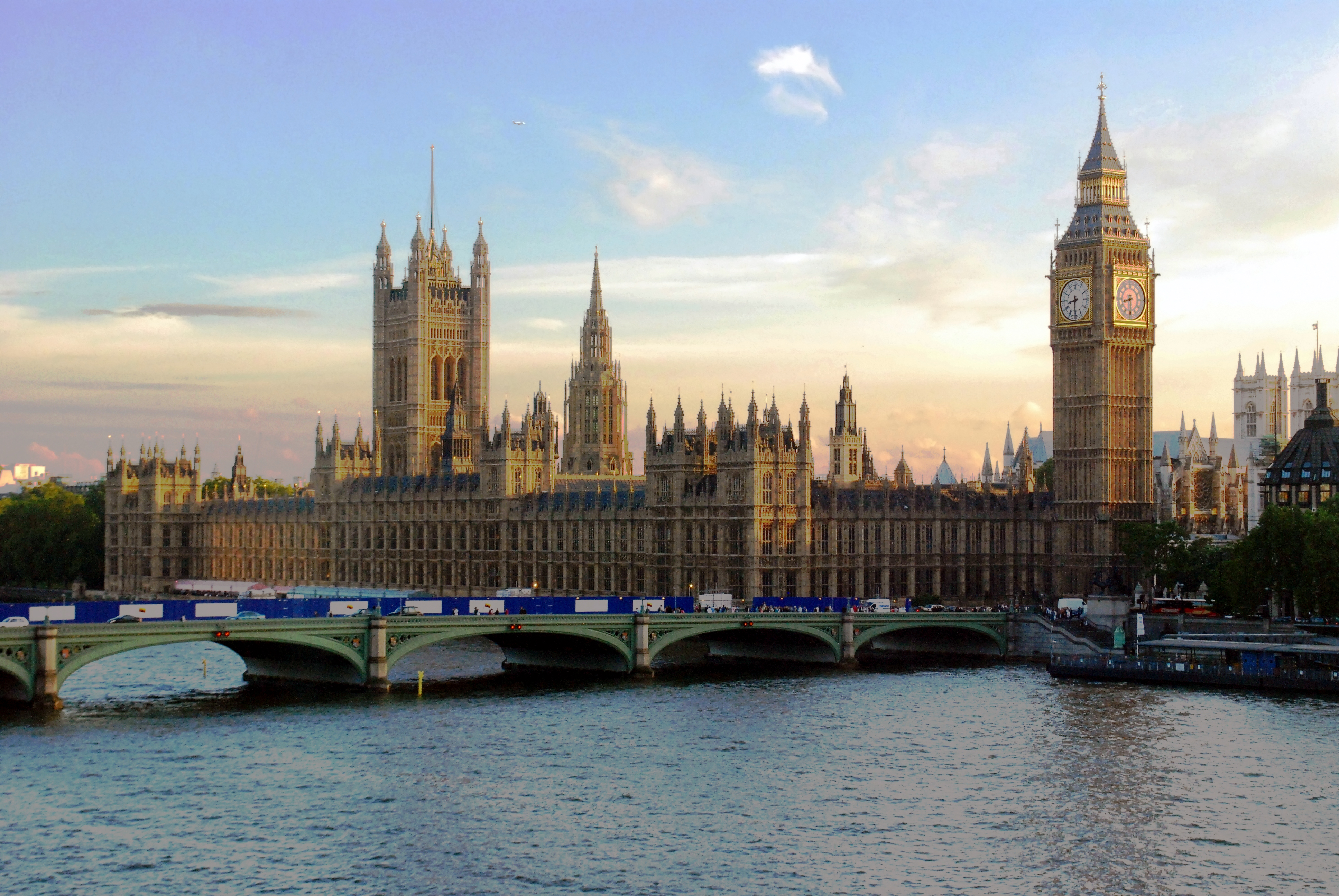
웨스트민스터 궁전은 영국의 입법부가 모이는 장소이다.

입법원(立法院, 문화어: 립법원, legislative chamber) 또는 원(院, house) 또는 의원(議 의논할 의 院 집 원)은 일반적으로 입법부의 다른 원과 별도로 회의하고 투표하는 입법부 내의 심의 회의이다. 입법부는 일반적으로 단원제, 즉 원이 하나만 있는 경우 또는 양원제, 즉 원이 두 개 있는 경우이지만, 삼원제와 사원제 입법부의 예는 드물다. 유고슬라비아 사회주의 연방 공화국은 5원제(후에 6원제) 입법부를 가지고 있는 것으로 기록된 유일한 국가이다.

## 같이 보기
- 대의회 (이탈리아 왕국)
- 원로원 (이탈리아 왕국)
- 대회의
- 의회
- 다원제